# Arbre de Diane

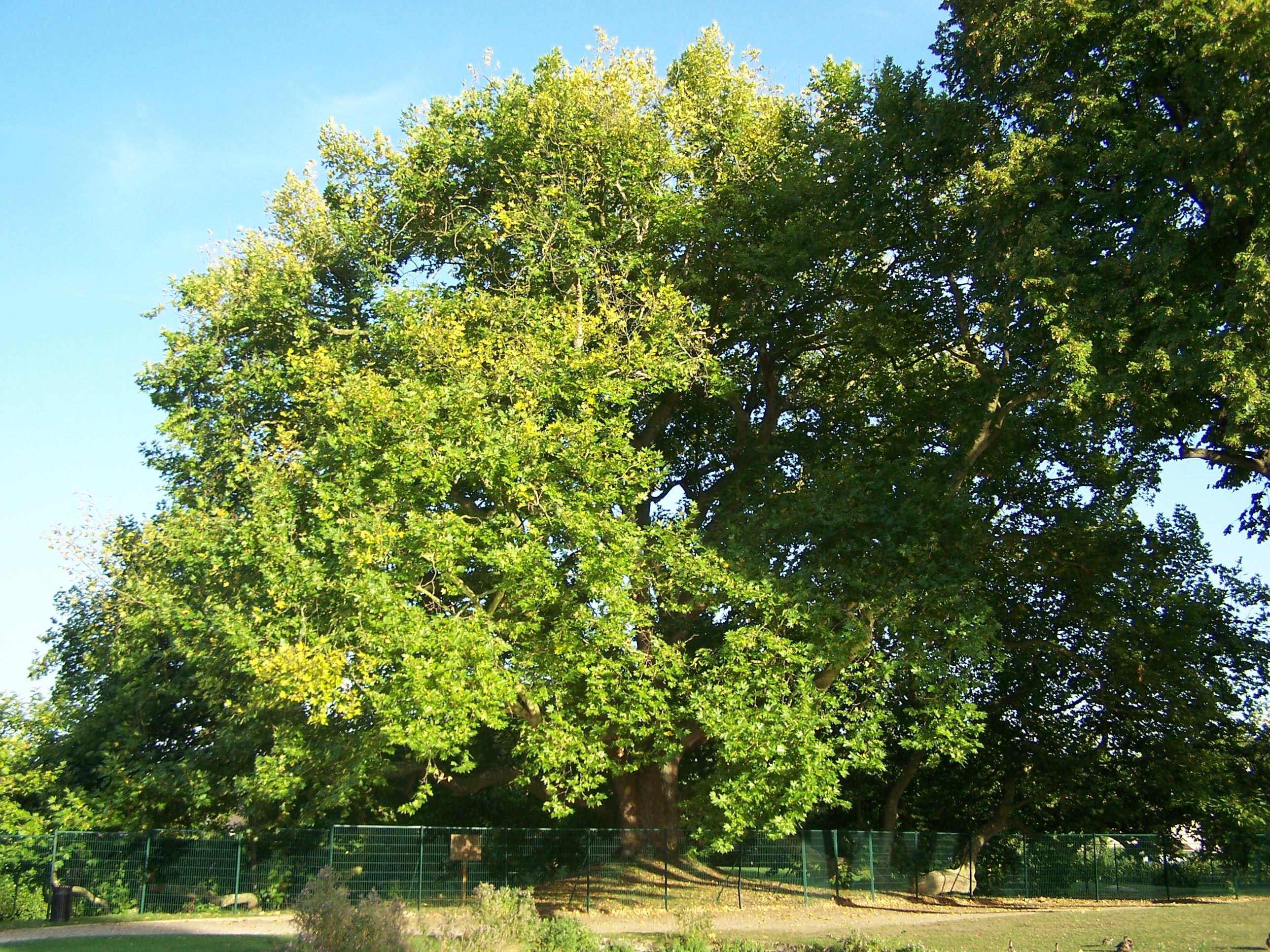
Baumkrone des Arbre de Diane

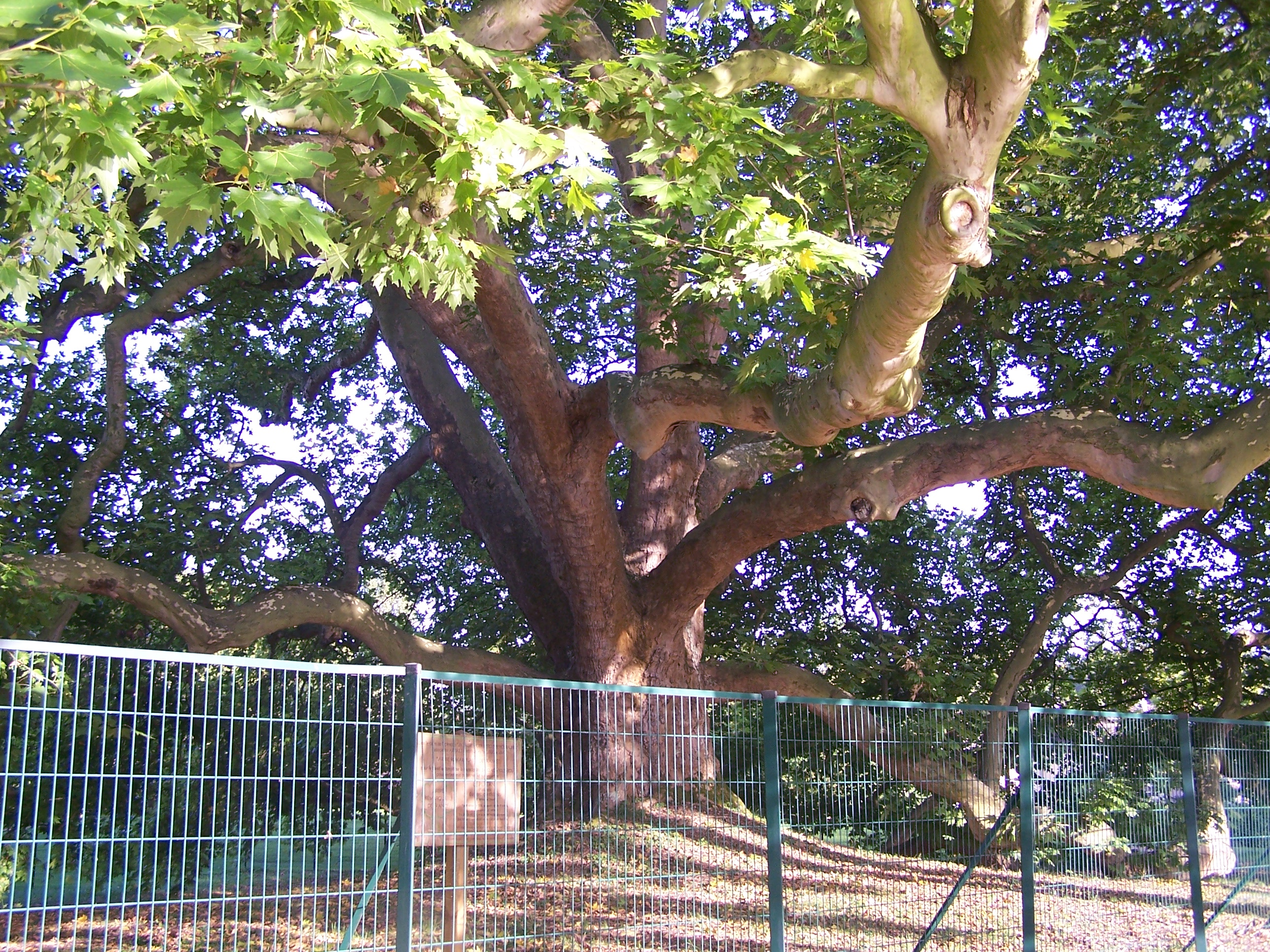
Stamm und Äste des Arbre de Diane

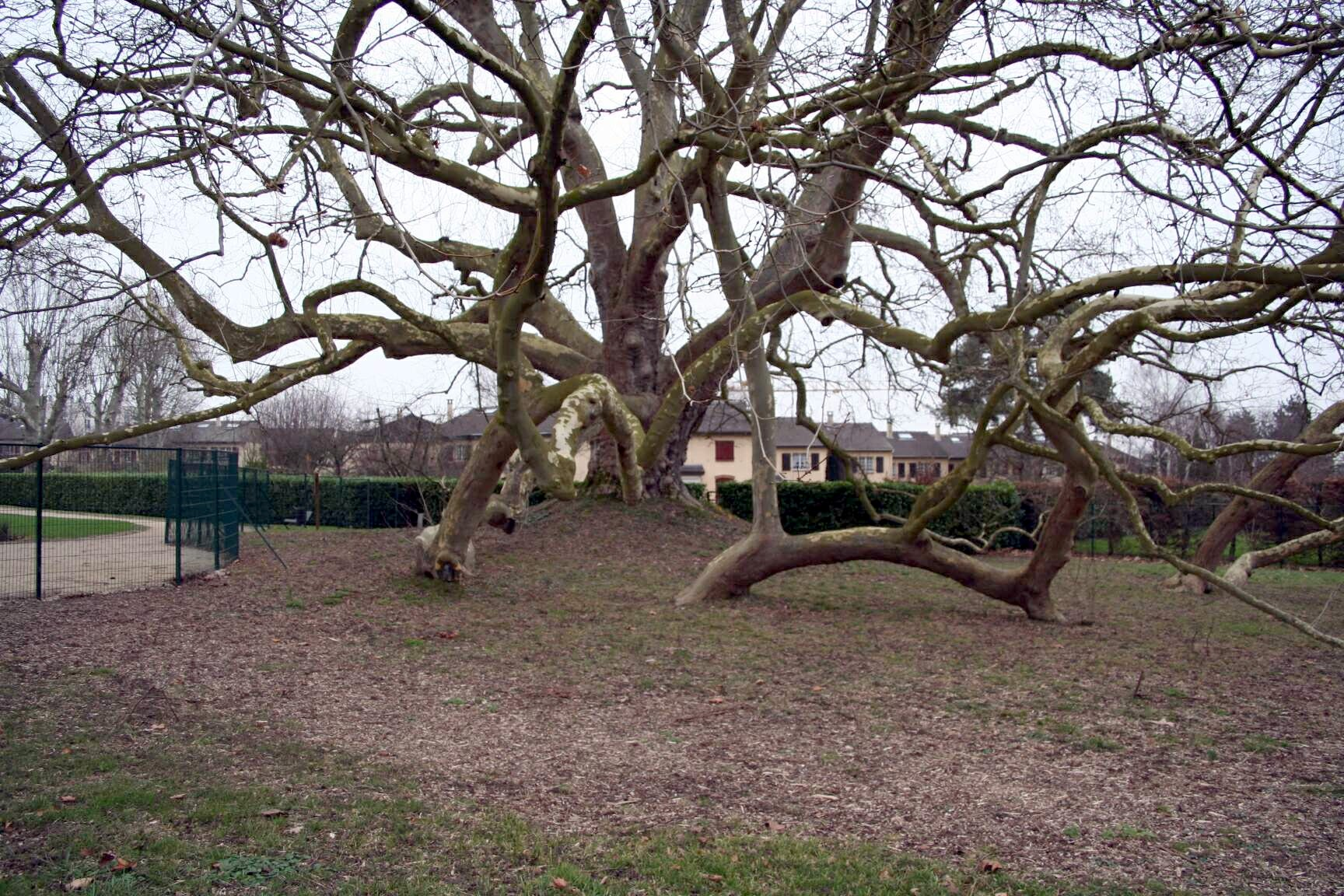
Freier Blick auf den Baum zur Winterzeit mit dem natürlichen Absenken der unteren Äste

Der Arbre de Diane (Dianes Baum) ist eine geschichtsträchtige Platane, die sich im Parc de Diane in Les Clayes-sous-Bois im französischen Département Yvelines befindet.
Dieser Baum wird so genannt, weil er gegen 1556 von Diane de Poitiers, der Mätresse und Vertrauten von Heinrich II., dem König von Frankreich von 1547 bis 1559, gepflanzt worden sein soll.
Im Juli 2000 hat dieser Baum die Auszeichnung Markanter Baum in Frankreich erhalten, die von der Association A.R.B.R.E.S. (Arbres remarquables, bilan, recherches, études et sauvegarde) vergeben wurde.

## Weblinks

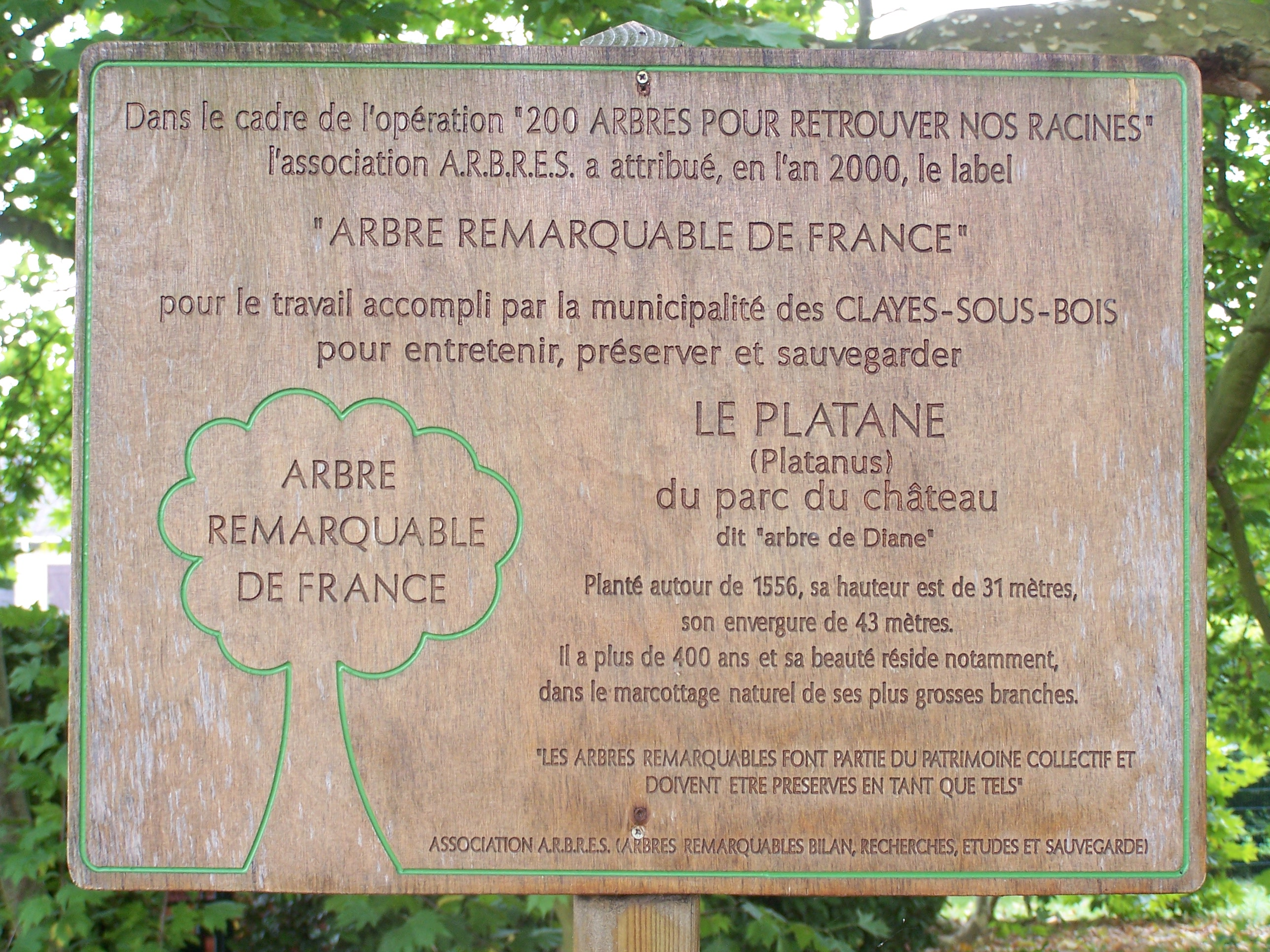
Informationsschild zur Baumauszeichnung